# میگنا
میگنا (به لاتین: Meghna) یک منطقهٔ مسکونی در بنگلادش است که در ناحیه کومیلا واقع شده‌است. میگنا ۹۶٬۹۷۰ نفر جمعیت دارد.